# Roper River
Pour les articles homonymes, voir Roper (homonymie).
La Roper est l'une des plus grandes rivières du Territoire du Nord en Australie, s'écoulant vers l'est sur 500 kilomètres pour se jeter dans la mer dans la baie de Limmen Bight dans le golfe de Carpentarie.

## Géographie
La Roper est un large fleuve et possède un bassin collecteur de 81 794 km2, un des plus vastes bassins collecteurs de la région de Katherine. La partie amont est appelée Roper Creek (ou encore Little Roper River) et devient la Roper en aval de la rivière Waterhouse jonction près Mataranka. Le cours d'eau est navigable sur environ 145 kilomètres, jusqu'à Roper Bar, et constitue la limite sud de la région connue sous le nom de la Terre d'Arnhem. Mataranka Hot Springs et le canton de Mataranka se trouvent près de la rivière à son extrémité ouest. se trouve près de son embouchure sur Limmen Bight.
La rivière a un débit moyen annuel de 5000 gigalitres.

## Histoire
Le premier Européen à explorer la Roper fut Ludwig Leichhardt en 1845 lors de son périple de la baie Moreton jusqu'à Port Essington. Leichhardt traversa le fleuve à Roper Bar, un escarpement rocheux qui correspond au niveau de l'eau à marée haute. Il a appelé le fleuve d'après John Roper, un membre de son expédition.